# Grek Zorba (film)
Grek Zorba (gr. Αλέξης Ζορμπάς Alexis Zorbas, ang. Zorba the Greek) – amerykańsko-grecki film fabularny z 1964 roku w reżyserii Michaela Cacoyannisa, zrealizowany na kanwie powieści Grek Zorba Nikosa Kazandzakisa.

## Fabuła
Film przedstawia historię Anglika greckiego pochodzenia – Basila. Postanawia on pojechać na Kretę, aby zmienić swoje życie oraz ponownie otworzyć i zająć się rodzinną kopalnią. Na miejscu spotyka Alexisa Zorbę, który cieszy się każdą sekundą swojej egzystencji i wkrótce pomoże Basilowi zmienić nastawienie do życia. 

## Obsada
- Anthony Quinn – Alexis Zorba
- Alan Bates – Basil
- Irene Papas – wdowa
- Lila Kedrova – madame Hortensja
- Sotiris Moustakas – Mimithos

## Nagrody
- Nagrody Akademii Filmowej
  - za najlepszą drugoplanową rolę kobiecą (Lila Kedrova)
  - za najlepsze kierownictwo artystyczne filmu czarno-białego (Wassilis Fotopulos)
  - za najlepsze zdjęcia filmu czarno-białego (Walter Lassally)
- Nominacje
  - za najlepszą główną rolę męską (Anthony Quinn)
  - za najlepszy film
  - za najlepszy scenariusz adaptowany
  - za najlepszą reżyserię